# マリーア・アントーニア・デル・ポルトガッロ
マリーア・アントーニア・デル・ポルトガッロ（Maria Antónia del Portogallo）またはマリーア・アントーニア・ディ・ブラガンツァ（Maria Antonia di Braganza, 1862年11月28日 - 1959年5月4日）は、パルマ公ロベルト1世の2度目の妃（ただし、マリーア・アントーニアが生まれる以前にパルマ公国は廃されている）。
ポルトガルの廃王ミゲル1世とその妃であるレーヴェンシュタイン＝ヴェルトハイム＝ローゼンベルク侯女アデライデの末子として、ブロンバッハで生まれた。
1884年にロベルトと結婚し、12子をもうけた。
- マリーア・デッレ・ネーヴェ・アデライデ（1885年 - 1959年） - 修道女。
- シスト（1886年 - 1934年） - 貴賤結婚のため継承権放棄。
- フランチェスコ・サヴェリオ（1889年 - 1977年） - ブルボン＝ビュッセ公女マドレーヌと結婚。パルマ公位請求者、およびカルリスタの一派の支持するスペイン王位請求者。
- フランチェスカ・ジュゼッピーナ（1890年 - 1978年） - 修道女。
- ツィタ（1892年 - 1989年） - オーストリア皇帝カール1世の皇后。
- フェリーチェ（1893年 - 1970年） - ルクセンブルク大公シャルロットと結婚。
- レナート（1894年 - 1962年） - デンマーク王女マルグレーテと結婚。
- マリーア・アントーニア（1895年 - 1937年） - 修道女。
- イザベッラ（1898年 - 1984年）
- ルイジ（1899年 - 1967年） - イタリア王女マリーア・フランチェスカと結婚。
- エンリチェッタ（1903年 - 1987年）
- ガエターノ（1905年 - 1958年） - トゥルン・ウント・タクシス公女マルガレーテと結婚。

第二次世界大戦後、三男フェリーチェの住むルクセンブルクへ移住し、シューロス・コルマール＝ベルクで死去した。